# Tallapoosa (rivière)
Pour les articles homonymes, voir Tallapoosa.
La Tallapoosa (anglais : Tallapoosa river) est une rivière du sud des États-Unis qui forme, en confluant avec la Coosa, à 25 kilomètres au nord de Montgomery près de Wetumpka, l'Alabama. Le mot Tallapoosa a pour origine deux termes de la langue choctaw : Tali, désignant une pierre et Pushi, signifiant pulvériser ou éclater.

## Géographie

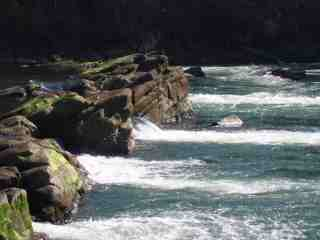
Rapides sur la Tallapoosa près de Tallassee

La Tallapoosa naît, à 350 mètres d’altitude, en Géorgie sur les contreforts méridionaux des Appalaches, à une soixantaine de kilomètres d’Atlanta dans le comté de Paulding. Formée de la réunion de deux ruisseaux, le McClendon Creek et le Mud Creek, la rivière adopte rapidement une direction sud – sud-ouest et la suit sur près de 380 kilomètres, puis elle décrit une large courbe, au niveau de sa confluence avec l’Uphapee, s’incline vers l’ouest, suivant ensuite cette direction jusqu’à sa rencontre avec la Coosa pour former l’Alabama. La Tallapoosa déroule son cours essentiellement dans l’État d’Alabama (378 km sur 431 km), soit près de 90 % de sa longueur; un pourcentage presque semblable se retrouve pour la superficie de son bassin versant (environ 85 % des 12 116 km2). Ce dernier, de 12 103 km2, apparaît relativement réduit par rapport à celui de la Coosa; les affluents de la rivière sont assez peu nombreux, les deux plus importants étant la Petite Tallapoosa qui conflue à mi-chemin du cours et l'Uphapee qui rejoint sa rivière-mère plus en aval.
Le débit de la Tallapoosa est assez peu élevé (5 100 pieds³/s soit 145 m³/s, d'après l'USGS) et caractérisé par une grande irrégularité. Le bassin versant de la rivière est affecté par un climat tempéré subtropical humide caractérisé par des précipitations annuelles avec maximum de printemps et minimum d'automne, il peut se produire quelques chutes de neige près de la source, mais ces dernières n'influent pas sur le régime de la rivière.

## Histoire

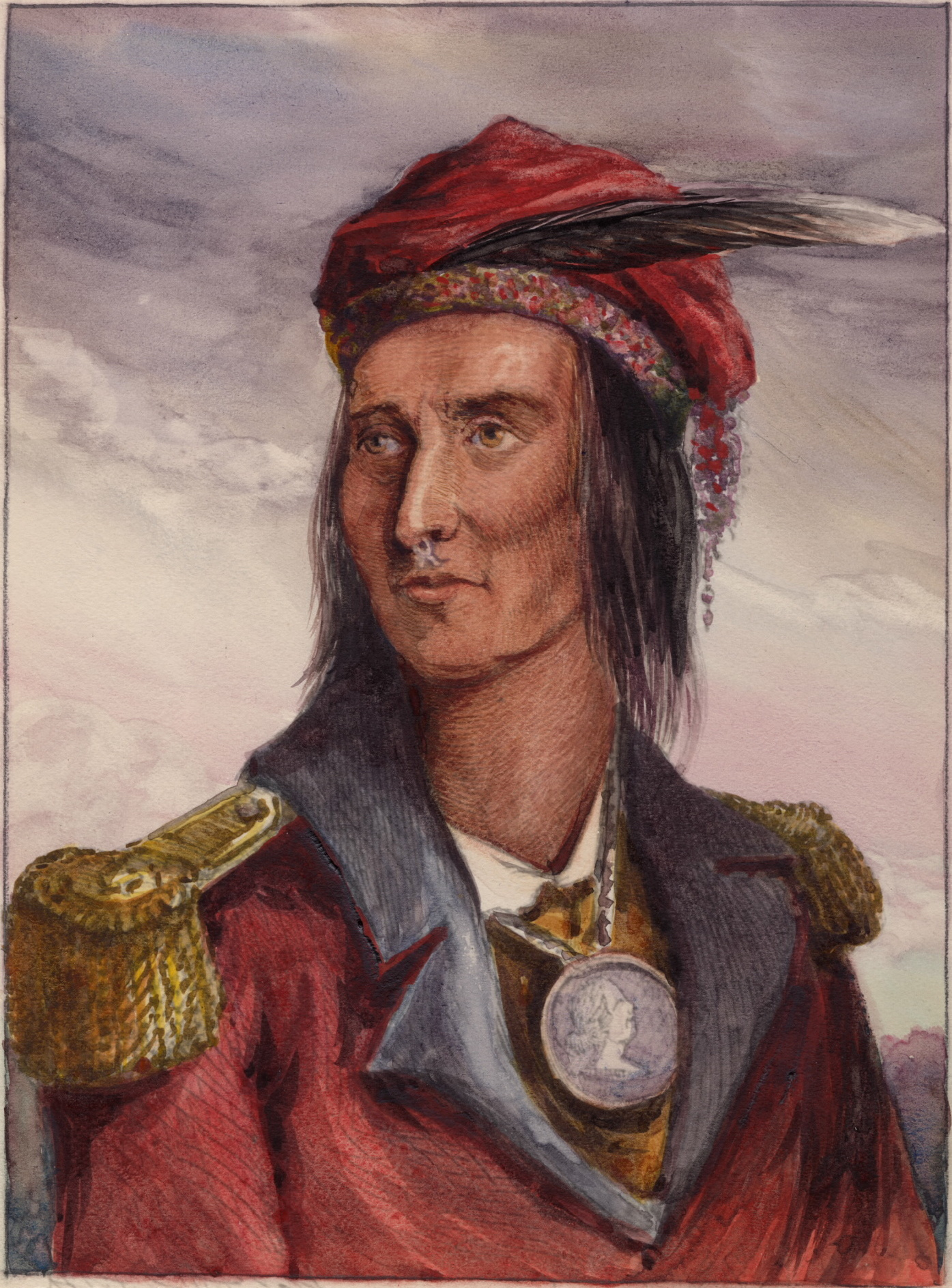
Tecumseh, le grand chef Shawnee.

La Tallapoosa a été fortement marquée par la présence des indiens Creeks qui avaient édifié leur dernière grande capitale, Tukabatchi, dans la partie inférieure du cours de la rivière, près de l'actuelle ville de Tallassee. Cette ville, le deuxième plus grande agglomération d'Amérique du nord, au XVIIe et dans les premières années du XVIIIe siècle, reçut la visite, en 1811, du chef shawnee, Tecumseh, qui tentait d'unifier les nations indiennes pour lutter contre l'avancée inexorable des colons blancs. Le grand guerrier y prononça, sous le grand arbre du conseil, un discours enflammé pour convaincre les Creeks de rejoindre la confédération indienne en lutte contre les jeunes États-Unis. Voyant ses interlocuteurs hésitants, Tecumseh les menaça de donner, après son retour dans l'Ohio, un coup de pied si violent sur le sol qu'un tremblement de terre serait ressenti à Tukabatchi. Selon une légende locale, quelques jours après le départ du chef shawnée, un léger séisme se produisit dans cette région de l'Alabama et impressionna vivement les habitants les incitant à rejoindre les nations indiennes dans leur combat. Les trois années qui suivirent furent dramatiques pour la nation Creek; 1812 vit une première guerre (que l'on peut qualifier de civile) opposer les Creeks des villes hautes, appelés les Bâtons Rouges, désireux d'en découdre avec les colons et les Creeks des villes basses qui étaient les alliés de ces derniers. Les années 1813-1814 virent le  conflit se transformer en affrontement général entre les premiers nommés conduits par William Weatherford dit "Aigle Rouge" et les forces des États-Unis appuyées par leurs alliés indiens.
La bataille décisive eut lieu sur les rives de la Tallapoosa au lieu-dit Horseshoe Bend (boucle en fer à cheval), le 27 mars 1814. Elle opposa le général Andrew Jackson à la tête de 3 300 hommes (miliciens du Tennessee, soldats réguliers, alliés Cherokees et Creeks des villes basses) à plus de 1 000 Bâtons rouges. Ces derniers s'étaient retranchés dans un méandre de la rivière (la Horseshoe Bend), défendu par une longue barricade de bois. Alors que les "Blancs" attaquaient celle-ci de front, les alliés indiens surprirent les défenseurs par derrière après avoir traversé la Tallapoosa à la nage. De 800 à 900 Bâtons rouges furent tués tandis que Jackson perdait moins de 50 hommes. Cette défaite conduisit les Creeks à signer, le 9 août 1814, le traité de paix de Fort Jackson par lequel ils cédaient 23 millions d'acres aux États-Unis (soit 120 000 km2), c'est-à-dire l'équivalent des États d'Alabama et de Géorgie, ce qui marque une avancée décisive de la jeune nation vers l'ouest.

## La vallée de la Tallapoosa

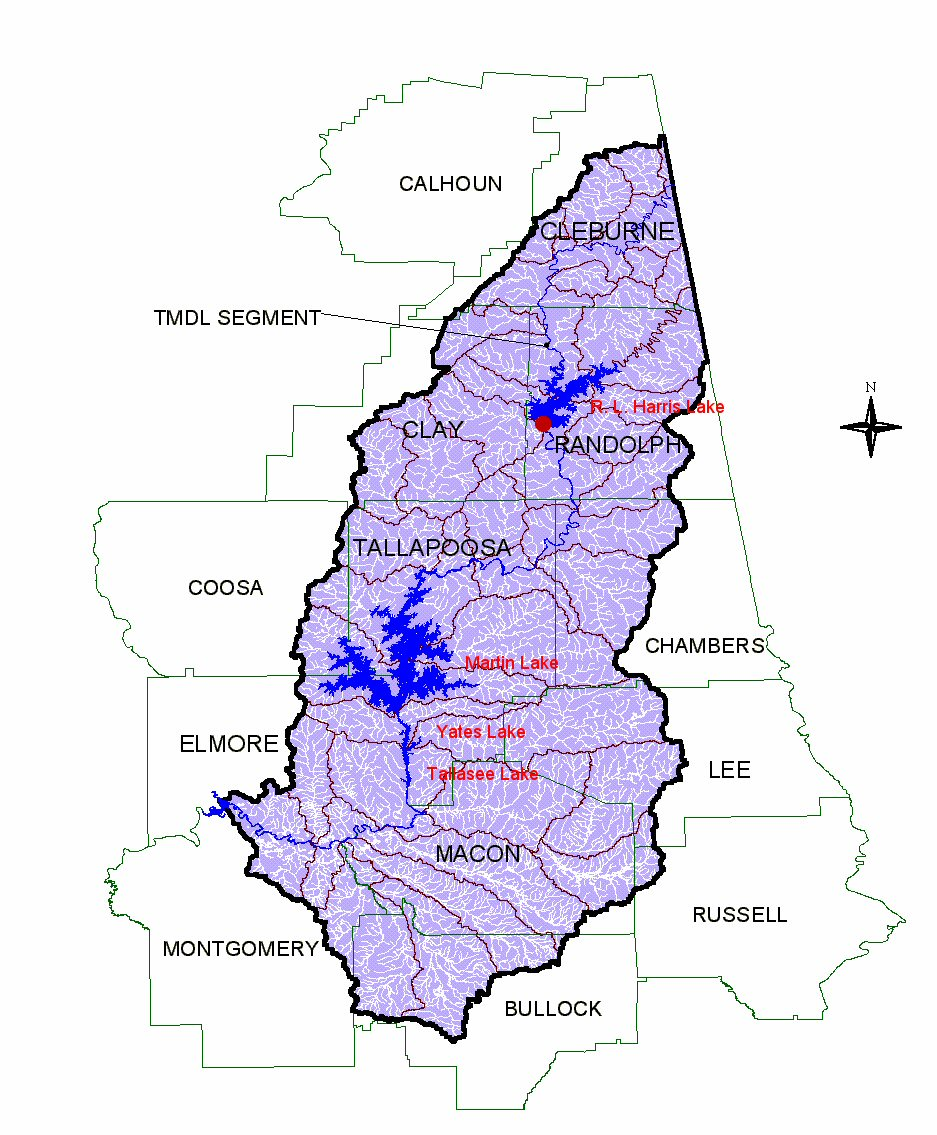
Le bassin versant de la Tallapoosa

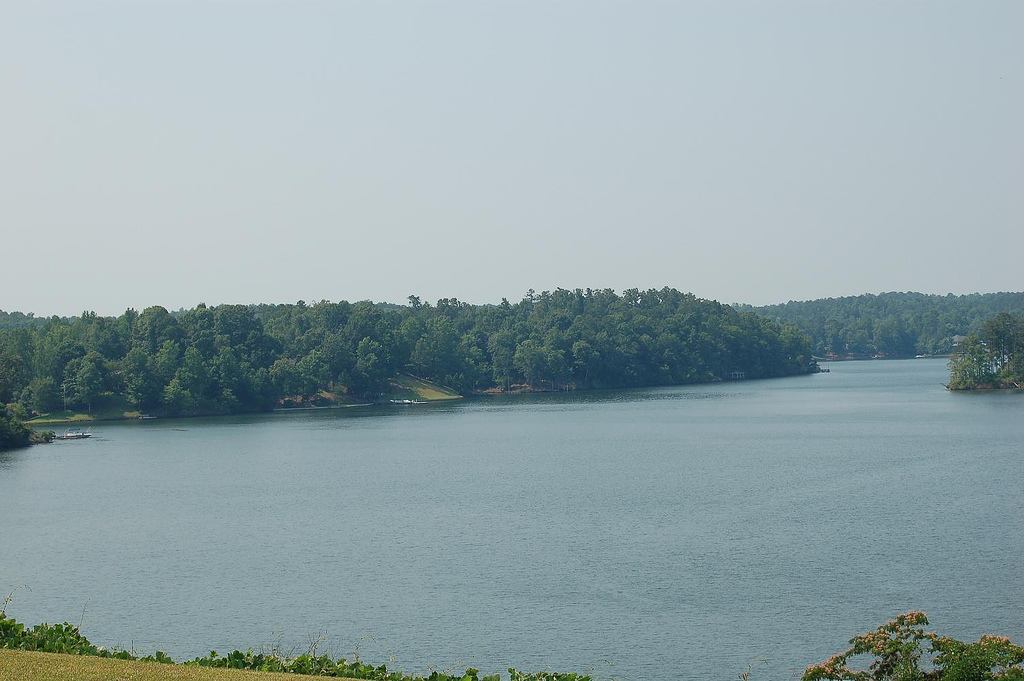
Lac de retenue du barrage Yates sur la Tallapoosa

La vallée de la Tallapoosa est peu peuplée, les agglomérations y sont rares et de faible importance, les deux principales Alexander City et Tallassee ne comptent respectivement que 15 000 et 5 000 habitants. Les activités économiques sont donc relativement limitées et se concentrent dans quelques secteurs : la fabrication d'articles de sport à Alexander City grâce à la présence de la grande unité de production de la Russell Corporation fondée en 1902 et rachetée en 2006 par le groupe Berkshire Hathaway, l'exploitation forestière, la production hydro-électrique et le tourisme, tout particulièrement nautique sur les grands lacs de retenue.
Le cours de la Tallapoosa compte, dans le cadre de la production d'électricité primaire, 4 barrages gérés par l'Alabama Power Company fondée en 1906. De l'aval vers l'amont, on trouve:
- le barrage Thurlow, inauguré en 1930, près de la ville de Tallassee[16].
- le barrage Yates, mis en service en 1928. Ce dernier remplace un premier ouvrage édifié au début du siècle (en 1902) pour le compte de la Montgomery Light et Water Power Company et reconstruit en 1919 après une forte crue de la rivière l'ayant fortement endommagé[16].
- le barrage Martin, le plus ancien et le plus puissant (puissance de 154 200 kilowatts), date de 1926[17]. Son lac éponyme de retenue, situé non loin d'Alexander City, a été aménagé pour les loisirs, en particulier la pêche[18].
- le barrage Harris, le plus récent, a été mis en exploitation en 1983. Situé près de Wedowee, sa puissance est de 135 000 kilowatts et son lac de retenue, appelé lac Wedowee, presque aussi étendu que le précédent, bénéficie également d'équipements destinés au tourisme[19].